# Láodameia
Láodameia (starořecky Λαοδάμεια, latinsky Laodamia) je v řecké mytologii jméno nejméně tří ženských postav.

## Láodameia - manželka Thyestova
Vstoupila do krutých mykénských událostí, které přetrvaly několik generací. Krutostmi proslul král Pelops, pokračovali v nich jeho synové Átreus a Thyestés. Právě Thyestovou manželkou se stala tato Láodameia.
Rodová nenávist vedla až k tomu, že oba bratři vykonali pomstu prostřednictvím synů toho druhého tak, že své synovce vychovali jako své vlastní syny a použili je jako vrahy vlastních otců. Vražda Átrea vlastním synem Thyestovi nevyšla. Za to Átreus vymyslel krutou pomstu: licoměrně pozval svého bratra do Mykén a na hostině mu předložil maso ze zabitých Thyestových synů. Otřesený Thyestés vyhledal v cizině Átreova syna Aigistha, připravil ho na návrat domů a vraždu otce. Vražda byla vykonána a krvavá historie rodu ukončena.

## Láodameia - manželka Prótesiláa
Prótesiláos byl podle mýtů prvním Řekem, který vstoupil na trojský břeh a podle dávné věštby byl také v této válce zabit jako první.
Láodameia ze zármutku z manželovy smrti si prý vyrobila jeho sochu a hovořívala k ní. Bohové s vdovou soucítili, proto na jejich pokyn bůh Hermés přivedl mrtvého z podsvětí. Když se s ním však Láodameia musela znovu definitivně rozloučit, žalem spáchala sebevraždu.

## Láodameia - dcera Bellerofonta
O této Láodamei se z mýtů ví, že byla dcerou hrdiny Bellerofonta. Stala se milenkou nejvyššího boha Dia a porodila mu syna Sarpédona, který se později stal hrdinou trojské války jako spojenec Tróje a bojoval v čele vojska Lyčanů.